# Lophosia fasciata
Lophosia fasciata är en tvåvingeart som beskrevs av Johann Wilhelm Meigen 1824. Lophosia fasciata ingår i släktet Lophosia och familjen parasitflugor. Arten är reproducerande i Sverige. Inga underarter finns listade i Catalogue of Life.